# ボードゥアン3世 (エルサレム王)
ボードゥアン3世（フランス語: Baudouin III, 英語: Baldwin III, 1130年 - 1163年2月10日）は、エルサレム王（在位：1143年 - 1163年）である。父親はエルサレム王フルク5世、母親はメリザンドである。ボードゥアンはまだ幼いころに王位を継承したため、治世初期は母親のメリザンド王妃が摂政として政治を取り仕切っていたが、成長後にメリザンドとボードゥアンは対立。内戦を経て、ボードゥアンはメリザンド派を討伐し、親政を開始した。ボードゥアンの治世において、エルサレム王国はビザンツ帝国と以前にも増した強固な同盟を締結した。また第2回十字軍の折には王国はダマスカス征服を試みたが、これは失敗に終わった。ボードゥアンは王国南部の重要な要塞アスカロンをファーティマ朝より奪還し占領することに成功したものの、王国北部のシリア地方で勢力を拡大していたヌールッディーン率いるザンギー朝に対しては苦戦を強いられた。彼は継嗣を残すことなく亡くなり、エルサレム王位は弟のアモーリーに継承された。

## 王位継承
ボードゥアン3世は1130年に誕生した。このころのエルサレム王国はボードゥアン3世の母方の祖父ボードゥアン2世が統治しており、ボードゥアン3世は王国建国から3世代目の統治者として誕生したのであった。ボードゥアン3世の母親はエルサレム王族のメリザンドであり、彼女はボードゥアン2世の娘であったことからエルサレム王位の女性相続人とされていた。ボードゥアン3世の父親はフルク5世（前アンジュー伯爵）であった。ボードゥアン3世が1歳のころ、祖父ボードゥアン2世が60歳で亡くなり、彼の後継の座を巡ってメリザンドとフルクは権力闘争を開始した。メリザンドは自身が前エルサレム王の娘であることを理由に自身の正統性を主張した。結局、メリザンドとフルクは和解した。そしてメリザンドはボードゥアン3世の弟アモーリーを身籠った。1143年、フルク5世は13歳のボードゥアンを残して狩猟中に不慮の事故死を遂げた。父親の死を受けて、ボードゥアン3世は母親のメリザンド王妃とともに共同統治者としてエルサレム王に即位した。しかしボードゥアン3世はまだ若く、複雑な政治に興味をあまり示すことはなかった。
エルサレム王国では女性と子供による統治が開始され、政治的状況はより緊迫したものとなった。トリポリ伯国・アンティオキア公国・エデッサ伯国といった北方の十字軍国家はエルサレム王国からの独立の主張を強め始めたものの、この時のエルサレム王国にはかつてボードゥアン2世やフルク5世が行ったように諸国に対して宗主権の承認を強制させることのできるほどの国王は存在しなかった。またムスリム世界においては、ザンギーがモースル・アレッポをはじめとするシリア地域を統治しており、さらに勢力を南部に拡大してダマスカスを征服しようと企んでいた。1144年、ザンギーはエデッサ伯国の首都エデッサを攻め落とし、十字軍国家のひとつであるエデッサ伯国を滅亡に追い込んだ。これは西ヨーロッパ世界に衝撃を与え、エデッサ回復を標榜する新たな十字軍遠征が計画・実行された。
新たな十字軍は1148年になって初めてエルサレムに辿り着いたが、1146年には強敵ザンギーが暗殺された。ザンギーの政策は息子のヌールッディーンが引き継ぎ、彼もまたダマスカス併合を目指していた。ヌールッディーンのダマスカス併合の企みに対抗するため、ダマスカスのムスリム政権はエルサレム王国と同盟を結び、相互防衛協定を締結した。しかし1147年、ムスリム人のダマスカス領主ムイーヌッディーン・ウヌルはエルサレム王国との協定を破棄し、代わりにヌールッディーンと同盟を締結した。エルサレム王国がウヌルに対して反旗を翻したムスリム領主と同盟を結んだことが原因であった。ボードゥアン3世はエルサレムから出陣し、ムスリム人がおさえるボスラ砦を占領しようと試みた。しかしこの際、ヌールッディーンが軍勢を率いてボスラに現れたため、十字軍は撤退に追い込まれた。十字軍は王国から撤退する際、ヌールッディーン指揮下の騎馬隊から攻撃を受けたが、ボードゥアン3世は勇敢に騎士たちを指揮してヌールッディーン軍を迎え撃ち、ムスリム軍を追い返した。その後、エルサレム王国とダマスカス政権との間で再び協定が締結された。

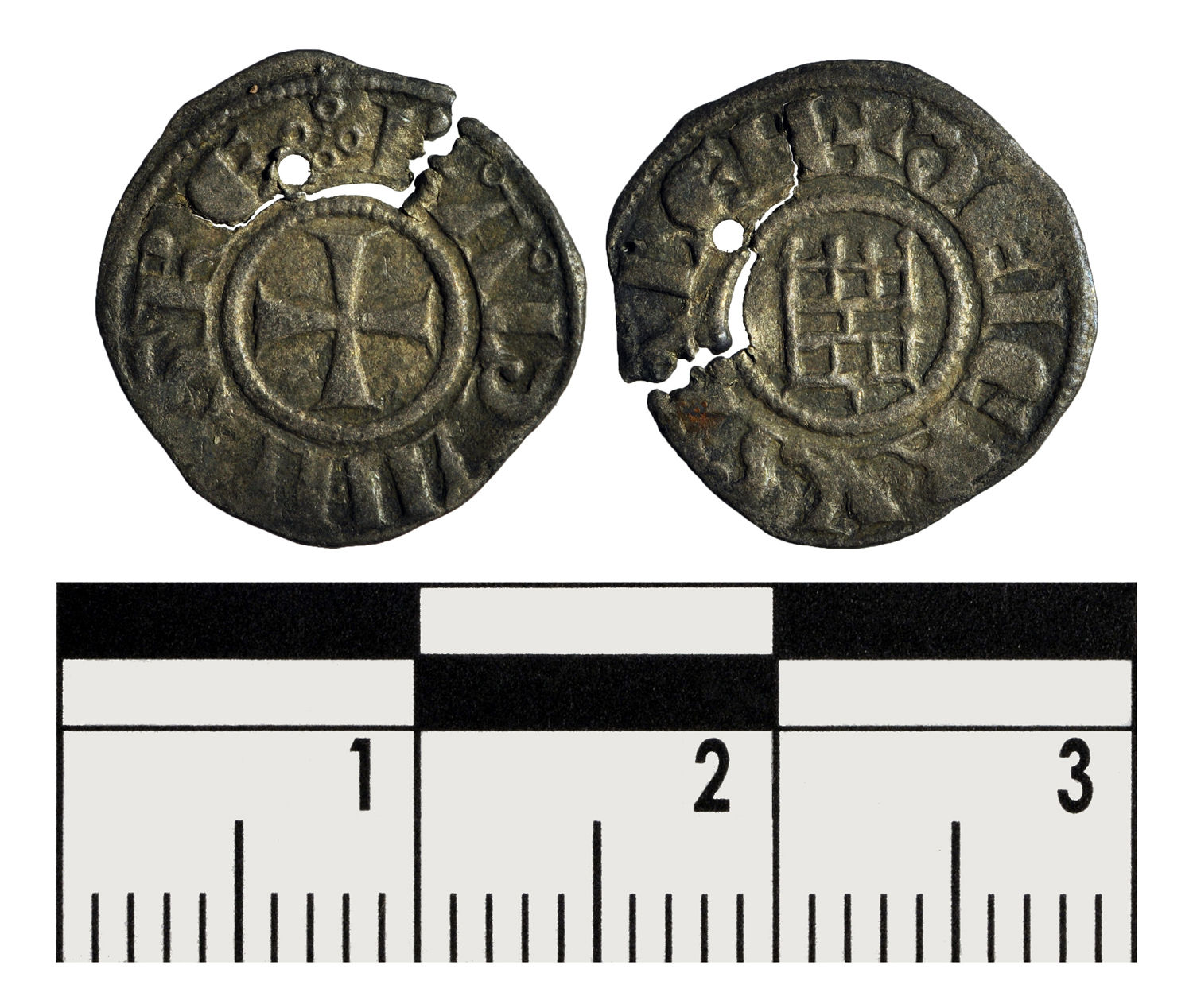
ボードゥアン3世の治世下で鋳造されたコイン。裏側にはダビデの塔が彫刻されている

## 第2回十字軍
1148年、遂に十字軍がエルサレムに到着した。この遠征部隊はフランス王ルイ7世と彼の王妃アリエノール・ダキテーヌ、ローマ王コンラート3世らが率いていた。十字軍遠征部隊の到着を受けて、同年中にボードゥアン3世はアッコにて会議を開催し、今後の遠征対象について諸侯らと話し合った。もし十字軍が北方のアレッポを征服すれば、彼らは再びエデッサを取り戻すことができたであろう。しかし、もしダマスカスを占領すれば、十字軍はヌールッディーンの勢力を抑制することができ、またエルサレムの国力増強も可能となったであろう。またダマスカスはキリスト教世界において、アレッポやエデッサよりも重要視された都市でもあった。以上の状況を踏まえ、ボードゥアン3世はダマスカスを攻略目標とすることに同意した。その4日後、十字軍はダマスカスの包囲を敢行したが、結局失敗に終わった。1154年、遂にヌールッディーンはダマスカスを占領した。これにより十字軍はムスリムに対して劣勢となり、エルサレム王国は危機的状況に追い込まれた。
十字軍の遠征部隊は1149年までにヨーロッパへと帰還した。これによりエルサレムの軍事力は大きく激減した。ヌールッディーンは機を逃さず十字軍に攻勢を仕掛け、続くイナブの戦いでアンティオキア公レーモンを討ち取った。ボードゥアン3世は領主を失ったアンティオキア公国に急行し摂政として公国を統治した。戦死したアンティオキア公レーモンの未亡人コンスタンスはボードゥアン3世の母方の従姉妹であり、父親がアンティオキア公ボエモン2世であったことから、コンスタンスはアンティオキア公の正統な継承者であった。それゆえに、ボードゥアン3世はコンスタンスと結婚しアンティオキア公継承権を獲得しようと試みたとされるが、この試みは失敗した。またボードゥアンは北方に残されていたエデッサ伯国の領土en: Turbesselの防衛にも失敗し、1150年8月にはTurbesselの支配権のビザンツ帝国への移譲を迫られた。そして彼はアインタブの戦いでヌールッディーンの軍勢の攻撃に晒されつつも、Turbesselのキリスト教徒住民を守り抜き、無事に退避させた。1152年、ボードゥアン王とメリザンド女王はボードゥアンの叔母オディエルナとその夫のトリポリ伯レーモン2世との間で勃発した紛争を解決するためにトリポリへ向かった。ボードゥアンはこの紛争を調停したものの、いざエルサレムに帰還しようとした時、レーモン2世が暗殺された。ボードゥアンはその後しばらくトリポリ伯国に滞在し事件の事後処理などを行い、またオディエルナもトリポリに留まって自身の幼い息子レーモン3世の摂政として伯国の統治を継続した。

## 内戦
1152年、ボードゥアン3世は十分に成長し切っており、もはや摂政の助けを必要としていなかったため、彼は自身で政治的問題に取り掛かるようになった。彼はかつては政治に関心をほとんど示していなかったものの、このころには自身の国王としての権威を要求するようになっていたのである。ボードゥアンの摂政としてこれまで政治を取り仕切っていたメリザンド王妃は、1150年より彼と対立を深め始め、またボードゥアン3世はエルサレム王国軍司令官マナセスによる自身の法的継承権に対する干渉に対して不満を募らせて非難の声を上げた。そして1152年、ボードゥアン3世はエルサレムのフルク総司教に対して、母親のメリザンドとは別に2度目の戴冠式を行うよう要求した。総司教は彼の要求を拒否したが、ボードゥアン3世は自らの手で戴冠し、月桂冠の冠を被ってエルサレムの大通りで祝賀パレードを敢行した。
ボードゥアンとメリザンドはこの問題をエルサレム高等法院（または王立議会）に委任することに同意し、結果、エルサレム王国を両者の間で分割するよう取り決められた。ボードゥアン3世はガリラヤ・アッコ・ティールを含む王国北部を保持し、一方メリザンドはユダヤ・サマリア・ナーブルス、そしてエルサレムを含む王国南部を領有することとなった。また王国の軍司令官マナセスや、メリザンドの支配のもとでヤッファ伯国を有していたアーモリーはメリザンドを支援する側に回った。メリザンド・ボードゥアンの両者は、この取り決めに不満を抱き、ボードゥアン3世に至っては王国分割処置の影響でエルサレム王国の国力低下を危惧し、王国全土の一元統治を望んでいたとされるが、内戦を避けるためにメリザンドはこの処置を受け入れたのである。
しかし数週間後、ボードゥアン3世は王国南部に侵攻を開始した。メリザンドを支援していたマナセス将軍はミラベル城でボードゥアンに敗れて亡命し、ボードゥアンはナーブルスを早急に占領した。これ以上の困難を避けるため、エルサレム市民は城門を開放し、メリザンドとアーモリーはダビデの塔に逃げ込んだ。ダビデの塔の包囲と同時に、ボードゥアンと聖職者は会談を重ね、メリザンドとの休戦条約が取り決められた。メリザンドは協定により助命された上でナーブルスの領有が認められた。そしてボードゥアン3世はマナセス将軍に代わりトロン領主オンフロワ2世をエルサレム王国軍司令官に任命した。
1154年までに、ボードゥアン3世とメリザンドは講和し、ボードゥアンは機敏にも母メリザンドの優れた政治的手腕を見抜き、彼女を重用し続けた。しかし同時にボードゥアン3世は、エルサレム王としての諸侯に対する自身の権威を取り戻した。メリザンドは 引退  していたものの、王宮と王国政府における強力な影響力を保持し続けたとされており、ボードゥアンが遠征でエルサレムを留守にしている間などには摂政として王国の政治を取り仕切っていた。

## 復活
エルサレム王国が内部分裂していたころ、シリアの支配者ヌールッディーンは新しく占領したダマスカスの併合・統治力の強化に奔走していた。王国北方は強力な1人の支配者によって統合されつつあったため、十字軍は南方のエジプト地域への勢力拡大を推し進めた。当時のエジプトでは、幼い支配者が連続して即位したことにより内戦状態に陥っていたためである。1150年ごろ、ボードゥアン3世はガザの防備を固め、近辺に存在したファーティマ朝が占領するアスカロンの要塞に対する備えとし、1153年にはアスカロン砦そのものを攻め落とした。アスカロンを落としたことにより、王国南部とエジプトとの国境付近の安定化に成功したが、ファーティマ朝のエルサレム王国への積極的な侵攻遠征を誘発する原因にもなった。アスカロンはアーモリーの領有するヤッファ伯国に編入され、ヤッファ・アスカロン伯国となった。1152年には、北シリア地方から王国に侵攻したムスリム王朝の軍勢を撃破し、追い返した。
1156年、ボードゥアン3世はヌールッディーンとの平和条約の締結を強いられた。しかし1157年（1158年）冬、ボードゥアンは条約を無視してヌールッディーン支配下のシリアに侵攻を開始し、 シャイザールを包囲した。しかしシャイザールの領有権を巡り十字軍内でフランドル伯ティエリーとルノー・ド・シャティヨンが対立したことを受けて撤退に追い込まれた。しかしこの遠征で、ボードゥアンはかつてアンティオキア公国が領有していたハリム地域の奪還に成功し、また1158年にはヌールッディーンの撃破にも成功した。

## ビザンツとの同盟
ボードゥアン王はエルサレム王国をある程度復興させたことにより、ビザンツ帝国王族との婚姻関係を要求できるほどにまで名声を集めた。1157年には、オンフロワ2世をビザンツ皇帝マヌエル1世コムネノスのもとに交渉のため派遣し、この交渉でボードゥアン3世とテオドラ・コムネナ（マヌエル1世の姪）の結婚が取り決められ、この婚姻関係を通じてビザンツ帝国とエルサレム王国は同盟を締結した。この同盟はエルサレム王国よりもビザンツ帝国に対して利の多い同盟であった。この同盟において、ボードゥアンはアンティオキアにおいてビザンツ帝国の宗主権を認め、またボードゥアンが先に亡くなりテオドラが未亡人となった場合にはアッコの支配権が彼女に委譲されるという条件を承認したという。両国間の同盟締結に一役買ったテオドラであったが、彼女はアッコ市街でしか権威を主張することができず、アッコ市外ではなんの権威も有していなかったとされる。両者の結婚式は1158年9月に挙げられた。この時、ボードゥアンは28歳でテオドラは13歳であった。
両国間の関係は次第に良好なものとなっていき、1159年にはボードゥアン3世とマヌエル1世はアンティオキアで面会を遂げた。2人は良き友人となり、マヌエル1世はエルサレム王国からもたらされた西ヨーロッパ様式の服装や伝統を帝国に取り入れて、また馬上槍試合に参加してボードゥアンと一戦を交えたこともあったという。またこの時、ボードゥアンは馬から振り落とされて怪我をしたとされるが、マヌエル1世は個人的にボードゥアンを手当てしたという。その後、アンティオキア公ルノーがムスリムとの戦に敗れ捕虜に取られた際、ボードゥアンは摂政として再び公国を統治したが、この行為によりビザンツ皇帝マヌエルの気を害してしまうこととなった。マヌエル1世は先の同盟でアンティオキアにおける宗主権をボードゥアンに承認させていたにもかかわらず、ボードゥアンが構わず自らアンティオキアの統治を推し進めたからである。この行為に対抗して、1160年にマヌエル1世はボードゥアンの従姉妹でアンティオキア女公のマリー・ダンティオケと結婚し、アンティオキア公国との関係強化に努めた。この際、ボードゥアンは別の従姉妹メリザンド・オブ・トリポリとの結婚を提案していたという。アンティオキアが独自にビザンツ帝国と関係を深めるのを防ぐためであったとされる。

## 崩御

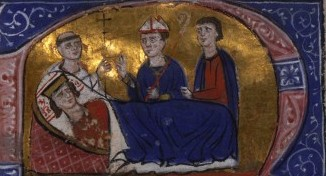
死の床につくボードゥアン3世

1161年にメリザンド王妃が亡くなり、1163年2月10日にベイルートにてボードゥアン3世は崩御した。当時の噂によれば、ボードゥアンはシリア正教会の医師により毒殺されたという。当時の歴史家ギヨーム・ド・ティールによれば、 『王は医師から渡された錠剤を飲むや否や、高熱を発し赤痢に罹り、そのまま結核を発症なさった。その後王のご病状が回復することはなかった。』 という。ボードゥアンはエルサレムへの帰還途中、トリポリに立ち寄り数ヶ月ほど滞在した。その後再びエルサレムに向かい出立したものの、病状が悪化し、遂にベイルートで息を引き取った。ボードゥアンの遺体は8日かけてエルサレムに運ばれた。多くの者が王の死を嘆き悲しんだという。当時18歳のテオドラ王妃は王の死を受けてアッコに帰還したが、ボードゥアンとテオドラは子供を授かることはなかった。エルサレム王位は弟のアーモリーに継承された。
テラ・サンクタ博物館に現在展示されている大理石の装飾壁は、元々は聖墳墓教会に安置されていたボードゥアンか若しくは父フルク5世の墓碑であったとされている。

## 個人的性格
ギヨーム・ド・ティールはボードゥアン3世の人となりについて、以下のように記している。
| 「 | …He was taller than the average man, but his limbs were so well proportioned to his height that no feature seemed out of harmony with the whole. His features were comely and refined, his complexion florid, a proof of innate strength…His eyes were of medium size, rather prominent and sparkling. He had straight yellowish hair and wore a rather full beard on cheeks and chin. He was of somewhat full habit, although he could not be called fleshy like his brother or spare like his mother… | 」 |

ボードゥアンは教養のある、話し上手でずば抜けて知性にすぐれた国王であったとされる。また父王とは異なり、記憶力にも優れていた。彼は余暇を歴史書の読書で過ごし、王国の 慣習法 も熟知していた。教会財産を尊重し教会に対して課税することはなかったとされる。そしてボードゥアンは全ての階層の人々と友好的に接し、王との会話を希望する者とも、何気なく出会った者とも惜しげなく会話をしたという。また謁見を求める者が居れば、断ることなく謁見を認めたという。彼は若いころ、博打などの遊戯にハマり、また人妻と関係を持つなどしていたとされるが、テオドラと結婚してからはこれらの悪癖は改善され、王妃に誠実に接するようになった。ボードゥアン3世は彼の臣下の誰からも人気があったとされ、皆が彼を尊敬していた。ましてや彼の宿敵ヌールッディーンすらも彼を尊敬していたとされる。ヌールッディーンはボードゥアンの死の報を受けた際、 『フランクは素晴らしい王を失った。今のフランクには彼ほどの王はもう存在しない。』 と述べたという。

## 文献
- William of Tyre (1943). Babcock, E. A.; Krey, A. C.. eds. A History of Deeds Done Beyond the Sea. New York: Columbia University Press
- Runciman, Steven (1952). A History of the Crusades, vol. II: The Kingdom of Jerusalem. New York: Cambridge University Press
- Hamilton, Bernard (1978). “Women in the Crusader States: The Queens of Jerusalem”. In Baker, Derek. Medieval Women. Oxford: Ecclesiastical History Society. ISBN 0-631-19260-3
- Barber, Malcolm (2013). The Crusader States. Princeton: Yale University Press
- Petry, Carl F. (1999). The Cambridge History of Egypt. Cambridge University Press. p. 213